# Ахмед Мухтар-паша
Ахмед Мухтар-паша (тур. Ahmed Muhtar-paşa, 1832—1919, также известный как Гази Ахмед Мухтар-паша («Ахмед Мухтар-паша Победоносный») — мушир и великий визирь Османской империи.

## Биография
Родился в городе Бурса в 1832 году, окончил Военное училище в Стамбуле, быстро сделал карьеру и вскоре стал ректором Военного училища.
В 1856 году во время Крымской войны стал адъютантом; в 1862 году во время боевых действий в Черногории — офицером штаба, в 1870—1871 годах принимал участие в подавлении восстания в Йемене. Был главнокомандующим турецкими войсками во время подавления восстания в Боснии и Герцеговине в 1875 году. Во время русско-турецкой войны 1877—1878 годов руководил боевыми действиями на Кавказском фронте в районе Эрзерума. Потерпел крупное поражение в Авлияр-Аладжинском сражении, и в при Деве-бойну, но смог удержать Эрзерум.
Хоть Турция и проиграла эту войну, но в связи с тем, что Ахмед Мухтару удавалось наносить поражения русским войскам, он был удостоен титула «Гази» («Победоносный»).
В 1879 году Ахмед Мухтар-паша стал командующим турецкими силами на границе с Грецией. В 1885 году был отправлен в качестве османского Верховного уполномоченного в Египет. За свои заслуги в июле 1912 года был назначен великим визирем, однако 29 октября 1912 года был вынужден уйти в отставку, так как начавшаяся Первая Балканская война показала полную неготовность Османской империи к боевым действиям.
Ахмед Мухтар-паша умер в 1919 году. Его сын Махмуд Мухтар-паша был офицером османского флота и занимал ряд министерских постов; в 1910 году он стал министром военно-морского флота.